# Wuyue
Wuyue (chiń. upr. 吴越国; chiń. trad. 吳越國; pinyin Wúyuè Guó) – krótkotrwałe państwo w nadbrzeżnych Chinach, jedno z Dziesięciu Królestw.
Założyciel, Qian Liu, w 902 został mianowany księciem Yue, a w 904 - księciem Wu. Po upadku dynastii Tang, usamodzielnił się jako król Wuyue, a jego nowo utworzone państwo zajęło prowincję Zhejiang i fragment południowego Jiangsu; stolica znajdowała się w Hangzhou (Qiantang), a państwo znane było z wysokiego poziomu kultury i zamożności. Kolejni władcy Wuyue wywodzili się  z tej samej rodziny Qian, która jeszcze przed usamodzielnieniem się sprawowała od 887 roku realną władzę na tych terenach. Ostatni król, Qian Chu, poddał się w 978 konsolidującej władzę w Chinach, dynastii Song.
| Imię świątynne | Imię świątynne | imię pośmiertne | imię pośmiertne | Nazwisko i imię | Nazwisko i imię                | Okres panowania | Ery panowania |
| Ideogramy      | Pinyin         | Ideogramy       | Pinyin          | Ideogramy       | Pinyin                         |                 | |
| -------------- | -------------- | --------------- | --------------- | --------------- | ------------------------------ | --------------- | --- |
| 太祖           | Tài Zǔ         | 武肅王          | Wǔ Sù Wáng      | 錢鏐            | Qián Liú                       | 907-932         | Tianyou (天祐)：907 Tianbao (天寶)：908-912 Fengli (鳳歷)：913 Qianhua (乾化)：913-915 Zhenming (貞明)：915-921 Longde (龍德)：921-923 Baoda (寶大)：924-925 Baozheng (寶正)：926-931 |
| 世宗           | Shì Zōng       | 文穆王          | Wén Mù Wáng     | 錢元瓘 (錢傳瓘) | Qián Yuánguàn (Qián Chuánguàn) | 932-941         | Changxing (長興)：932-933 Yingshun (應順)：934 Qingtai (清泰)：934-936 Tianfu (天福)：936-941                                                                                         |
| 成宗           | Chéng Zōng     | 忠獻王          | Zhōng Xiàn Wáng | 錢佐 (錢弘佐)   | Qián Zuǒ (Qián Hóngzuǒ)        | 941-947         | Tianfu (天福)：941-944 Kaiyun (開運)：944-946 |
| brak           | ---            | 忠遜王          | Zhōng Xùn Wáng  | 錢倧 (錢弘倧)   | Qián Zōng (Qián Hóngzōng)      | 947             | Tianfu (天福)：947 |
| brak           | ---            | 忠懿王          | Zhōng Yì Wáng   | 錢俶 (錢弘俶)   | Qián Chù (Qián Hóngchù)        | 947-978         | Qianyou (乾祐)：948-950 Guangshun (廣順)：951-953 Xiande (顯德)：954-960 Jianlong (建隆)：960-963 Qiande (乾德)：963-968 Kaibao (開寶)：968-976 Taiping Xingguo (太平興國)：976-978   |